# Генерација (биологија)
Генерација је период развића организма од образовања зигота до стицања полне зрелости када тај организам постаје способан да даје потомство.